# Mørke Kirke
Mørke Kirke, Mørke Sogn, Øster Lisbjerg Herred i det tidligere Randers Amt.

## Den ældste bygningshistorie
Mørke Kirke stammer fra perioden med det store kirkebyggeri i begyndelsen af middelalderen. Ud fra granitarbejderne har man vurderet, at opførelsen sandsynligvis er sket i kong Niels’ regeringstid (1104-34). De ældste dele er skibet og koret, som er usædvanligt store for en romansk landsbykirke. Med sine 25 meters længde og et 10 meter bredt kor er den blandt de største middelalderkirker på Djursland. Materialet er store fint tilhugne granitkvadre, sat på en skråkantet sokkel. Murene er kassemure, ca. en meter tykke. Kirken har antagelig haft 8 vinduer, hvoraf 6 af de oprindelige udhugne vinduesoverliggere er bevaret. Denne kirke havde 3 indgange. Hovedindgangen, syddøren, er stadig bevaret åben som adgangsdør fra det senere tilføjede våbenhus. Denne indrammes af en typisk jysk granitportal. Karmstenene har smukke regelmæssige søjler. Overliggeren, den såkaldte tympanon har udhugne båndsløjfer, ikke ulig dekorationerne på vikingetidens runesten. Stenmesteren bag sløjfeportalen er ukendt, men han er formentlig ældre end Horder. Norddøren, eller kvindedøren var en døråbning uden nogen former for dekoration. Den er tidligt blevet tilmuret med kvadersten. Endelig var der en præstedør i korets sydside, der ligesom kvindedøren for længst er tilmuret.
Kirken havde et fladt loft i egetræ, og sandsynligvis et blytækket tag.

## Granitskulpturer
Foruden ovennævnte dørportal ved syddøren, har kirken bevaret flere, ganske ejendommelige skulpturer i granit på kirkens sydside.

## Senere tilføjelser
Våbenhusets inderste dele er sandsynligvis tilbygget kirken engang i 1300-tallet. Det er dog udvidet flere gange siden. Over indgangsdøren ses figursten med bevinget engel. Den er næppe skabt til formålet, men er snarere en romansk gravsten af ligtrætypen.
Hvælvingerne i skib og kor krydshvælvinger af gotisk type. De er sandsynligvis indbygget i kirkerummet engang i 1400-tallet. Måske har man samtidig startet på opførelsen af tårnet. Skibets gamle vestgavl er nedbrudt, og det hvælvede tårnrum er føjet sammen med skibet. Både våbenhus og tårn er blevet om- og skalmuret i munkesten i munkeskifte. Dette er sandsynligvis sket, da Jørgen Ottesen Rosenkrantz til Rosenholm får ”jus patronatus” over kirken.
- Kirken set fra nordøst.
- Sydportalen med søjler og båndsløjfer.
- Romansk granitskulptur over den tidligere dør i korets sydside.
- Den lukkede norddør. Over den ses et stort vindue fra 1800-tallet. Til venstre et oprindeligt, men nu tilmuret vindue.

## Inventar
- Kirkens ældste bevarede inventar er døbefonten, en af landets ældste. Den er udført med bladværk og dobbeltløver. Det er foreslået, at den også må have stået i den trækirke, som den nuværende stenkirke sandsynligvis erstattede. Antagelig er stenhuggeren den samme, som udførte fonten i Hasle Kirke.
- Dåbsfadet er sandsynligvis udført i Nederlandene. Motivet er den citharspillende Orfeus i underverdenen. En indgravering daterer fadet til 1634.
- Altertavlen fra 1631 er udskåret i eg i senrenæsancestil. Den er sandsynligvis bekostet af den lærde Holger Rosenkrantz fra Rosenholm. En sejlivet tradition vil vide, at tavlen skulle være skænket Holger af kong Christian IV. Historien skyldes nok, at man ser det kronede "C4" på tavlens topstykke. Alterbilledet med Kristus og Maria Magdalene er dog udskiftet i 1800-tallet. Nuværende billede er malet af B.S. Ingemanns hustru. Originalbilledet, en korsfæstelsesscene, er sandsynligvis identisk med et billede malet på træplade, der i dag findes på Rosenholm Slot. I kaldsbogen nævnes mesteren bag altertavlen af være den i Hornslet Kirke begravede italienske bygmester Giovanni Gabrielli, også kendt under det danske navn Hans Gabrielsen. I tavlen ses dog ligheder med værker udført af familien Rosenkrantz' foretrukne billedskærer Mikkel van Groningen, hvorfor tavlen i Mørke kan være udført af en elev af denne.
- Alterstagerne er to malmstager fra begyndelsen af 1600-tallet.
- Alterkalken er skænket af Jørgen Ottesen Rosenkrantz til Rosenholm. På foden har den en lille Kristus-figur samt våbenskjoldene for slægterne Rosenkrantz og Lange. Desuden en inskription, der lyder: "THENNE KALCH HØER IØRGEN ROSSENKRANDS OTHTESØN AF HOLLEM TEL OG HANS ARWINGE".
- Alterdisken er uden ornamentering, men er ligeledes skænket af Jørgen Rosenkrantz og hustru.
- Prædikestolen er udført i stil med altertavlen, sandsynligvis fra 18. århundrede. I 1877 blev den flyttet til si nuværende plads fra midterpillen i sydsiden af skibet. Samtidig blev der bestilt og ophængt en ny lydhimmel over den.
- Orgelet og det pulpitur stammer fra 1880'erne og blev skænket af gårdejer Søren P. Bach fra Grimsbjerggaard i Ommestrup.
- Af det øvrige inventar kan nævnes en gammel jernbunden kiste i våbenhuset.

## Omgivelser
Øst for kirken ligger præstegården, opført i 1703. Indtil 1960'erne en firlænget bindingsværksgård, men østlængen blev nedrevet i 1967.